# 昆明站
昆明站位于中国云南省昆明市官渡区北京路南端，于1966年启用，是昆明铁路局管辖的一等站，也是沪昆铁路、成昆铁路、南昆铁路以及南昆客运专线的终点，俗称“南窑火车站”，在米轨云南府站拆除后至高铁昆明南站建成前也一度俗称“火车南站”（与北京路北端的昆明北站相对）。昆明站北距成都站1100公里，东距上海站2690公里，东南距南宁站828公里。
目前主要负责接发经由沪昆线、成昆线、南昆线往华北、华东、华南方向的列车。另外，昆明站也负担接发往老挝万象的国际联运旅客列车。

## 历史

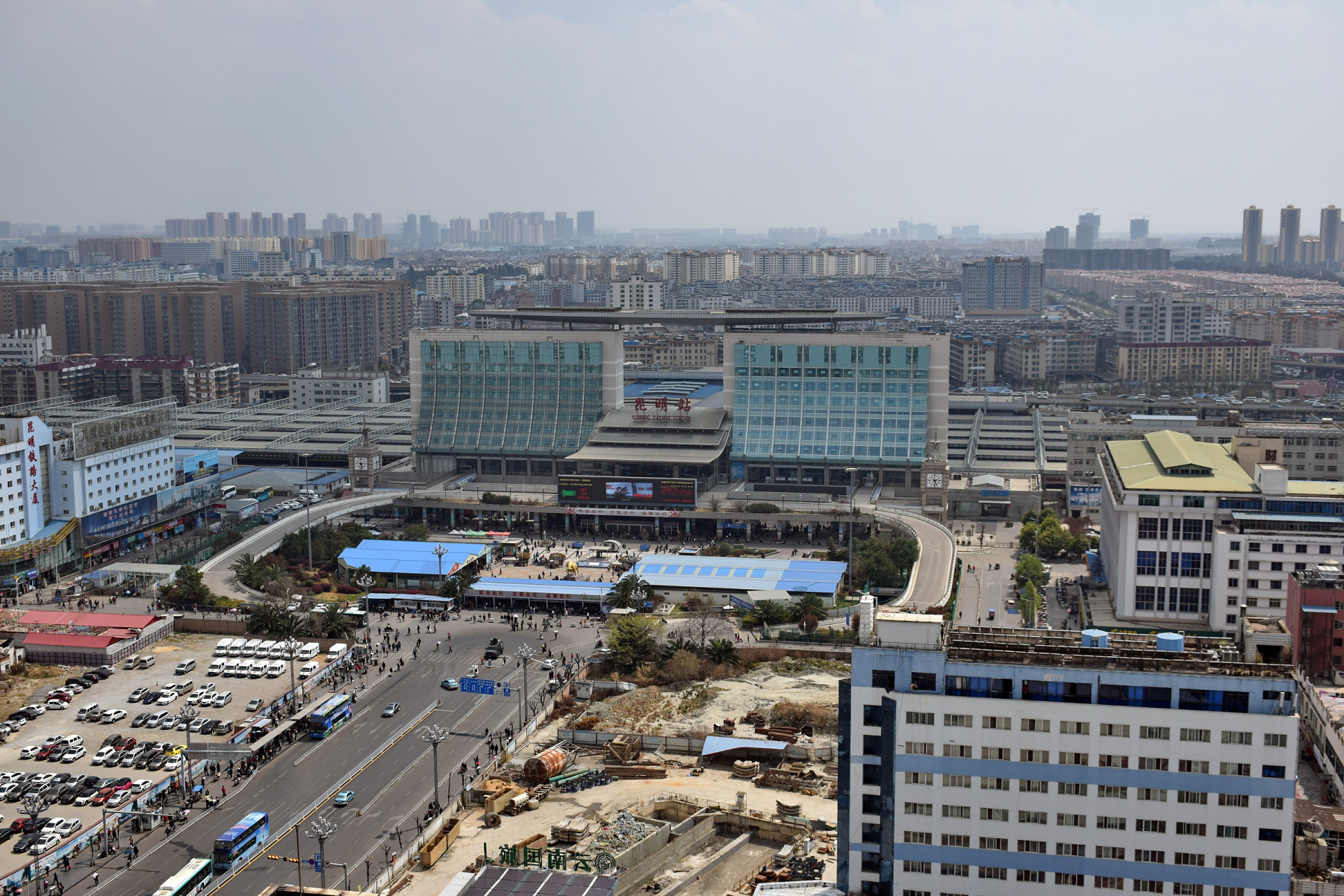
2016年的昆明站

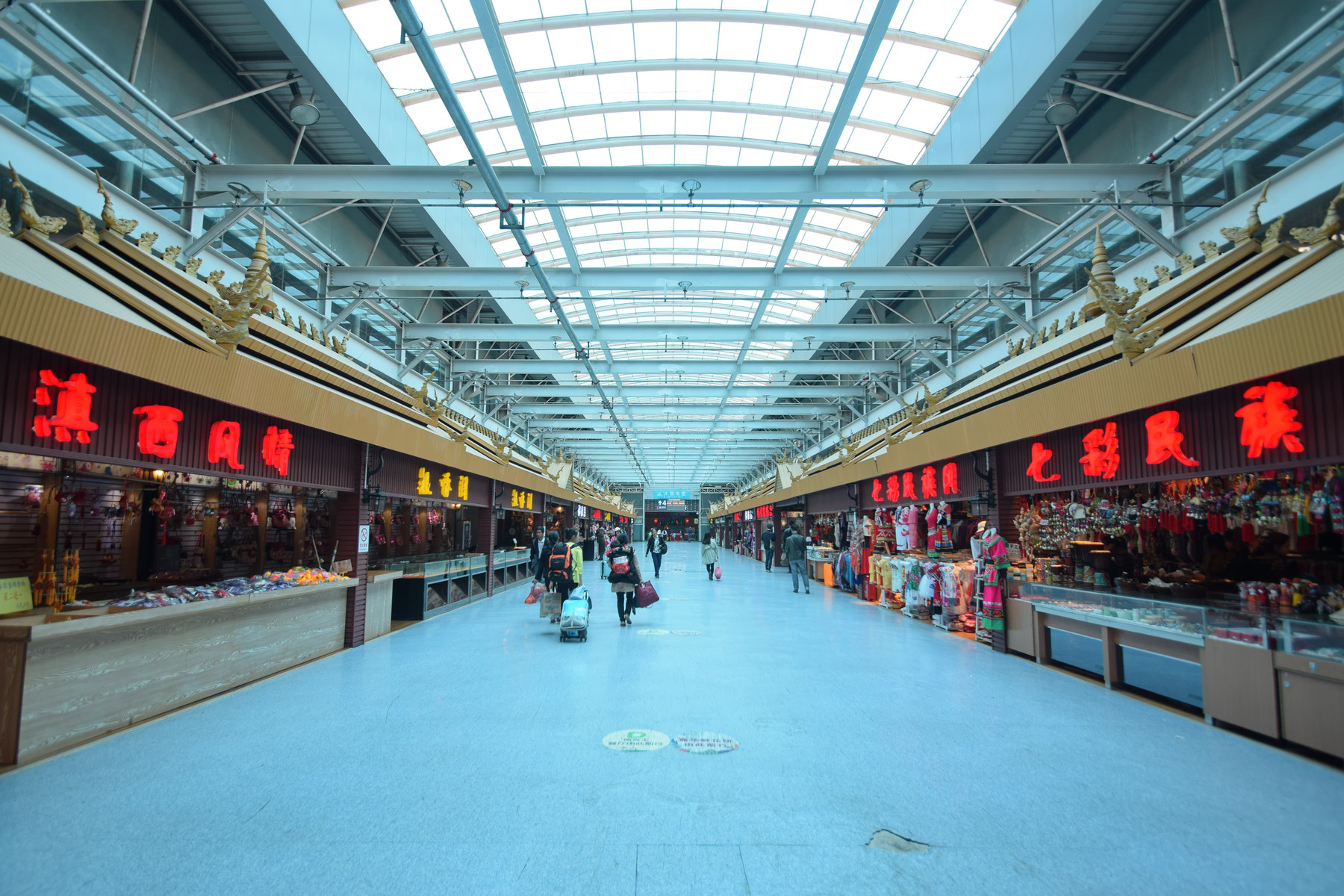
位於候車室中央的民族风情购物长廊（2017年，现已拆除）

国民政府规划的米轨叙昆铁路（叙府/宜宾至昆明）于1939年开工建设，但工程受到战争影响于1942年停工，仅完成从昆明到沾益156公里的铺轨。1949年后，滇黔线和内昆线的建设被纳入国民经济建设第二个五年计划，与车站一起于1958年开工。其中，昆明至沾益段利用原叙昆铁路路基，但在施工过程中改为准轨。1962年原滇黔线和内昆线的贵阳-树舍-昆明段合并为贵昆铁路，全线于1966年3月建成，结束云南“火车不通国内通国外”的历史，位于南窑村的昆明火车站随即投入使用，为通过式车站。延长到南窑村的太和街也更名为北京路，取“新大道直接通到北京”之意。
贵昆铁路开通时的昆明站仅有临时候车室，正式站房于1970年7月1日随成昆铁路开通运营而启用。该站房为一座面积6420平方米的砖混结构站房，内设3个旅客候车室共1415平方米。车站站场三台八线，其中客车到发线5股、货车到发线及正线共2股、机走线1股:92:294。成昆线开通当日即从昆明站开行始发列车，在西昌站与成都发来的列车相遇。至1980年代初，昆明站每日开行6对列车，主要发往北京、上海、贵阳、攀枝花、中谊村、金马村方向。1997年11月30日南昆铁路建成通车。
昆明站改扩建工程于2001年4月开始，其中行包房和高架候车室于2002年12月开工，老站房则于2003年7月9日开始拆除，此后进行新建站房和站台改造的工程。在车站进行改扩建工程期间，旅客使用临时候车室进出站。工程于2004年12月28日竣工，并于2005年春节前投入使用。2007年初，昆明站南站房建成，成為中国西南部首個雙面火車站。但由于配套问题，南站房从未启用。
昆明站原在站房进站口设有一道安检，2014年初站前广场增设第二售票区。2014年昆明火车站暴力恐怖袭击事件后在站前广场增设一道安检。2017年位于站房候车厅的安检被撤除。
2017年9月4日南昆客运专线昆明南至昆明段开通运营，昆明站首次开行动车组列车，同时站内开启快速换乘通道，站内换乘不需再安检。昆明站在2018年昆楚大铁路开通前夕对候车室进行了重新装修。
2020年7月，昆明站计划对既有南北广场进行改造：北广场拆除落客匝道并新建集售票、安检、验证功能为一体的进站综合服务厅；南广场新建钢结构架空一层作为集散广场，于同年10月1日启用。南广场完工后解决了铁路昆明站和地铁接驳不畅的问题。北广场则于2021年1月16日完成提质改造工程，综合服务厅投入使用。

## 车站设施

### 站房
昆明站由主站房、南综合服务厅、北综合服务厅、跨线式高架候车室、地下停车场等组成。昆明站北站房（主站房）于2005年投入使用，总面积二万七千多平方米。进站大厅屋檐为“人”字形的玻璃墙，为傣族建筑风格，并获得2005年鲁班奖。昆明站候车室每天23:45关闭，不允许进站候车、购票取票，次日早晨4:30才会开放。2021年1月北广场建成综合服务厅，长126米、宽49.5米、高13.3米，内设疫情防控区、安检作业区、售票服务区、实名制验证作业区等四大功能区。安检作业区位于北广场综合服务厅北面，设有14个安检通道；售票服务区位于服务厅西侧，设有14个人工窗口、18台自助售（取）票机；实名制验证作业区位于服务厅最北侧，设有16个自助验证通道、2个人工验证口。
昆明站南站房于2006年完工，高4层，建筑面积11502平方米。2020年改造后新增面积6200平方米的进站综合服务厅，内设有18台自动售票机和17台进站验票通道，于2020年10月1日启用。
站房设有4个普通候车室、3个贵宾候车室、1个母婴候车室和1个军人候车室，中央为候车通道。站房二层设有4个候车厅入口，通道东侧为第二候车厅，设有八九百个座位，为茶室；西侧可到残疾人、母子候车厅。高架候车区横跨站场，设有3A-5A、3B-5B检票口（原第三-第五候车厅），每个候车厅设有1000多个座位。第五候车室原为“农民工候车室”，后因该名称含有歧视意味，遂恢复原名。第三与第五候车厅间的中央通道两侧原植有6棵高大的棕榈树，棕榈树下还种植多种绿色植物和鲜花，后改为民族风情购物长廊。昆明站南站房竣工后新增第四候车室（原第五、第六候车室）。2017年9月昆明站开行动车组列车后，候车室内的部分区域被用作动车组列车专用候车区，内设6A-7A、6B-7B检票口，位于长廊末端。候车室最高聚集人数为七千人，日乘降旅客可达十一万人。

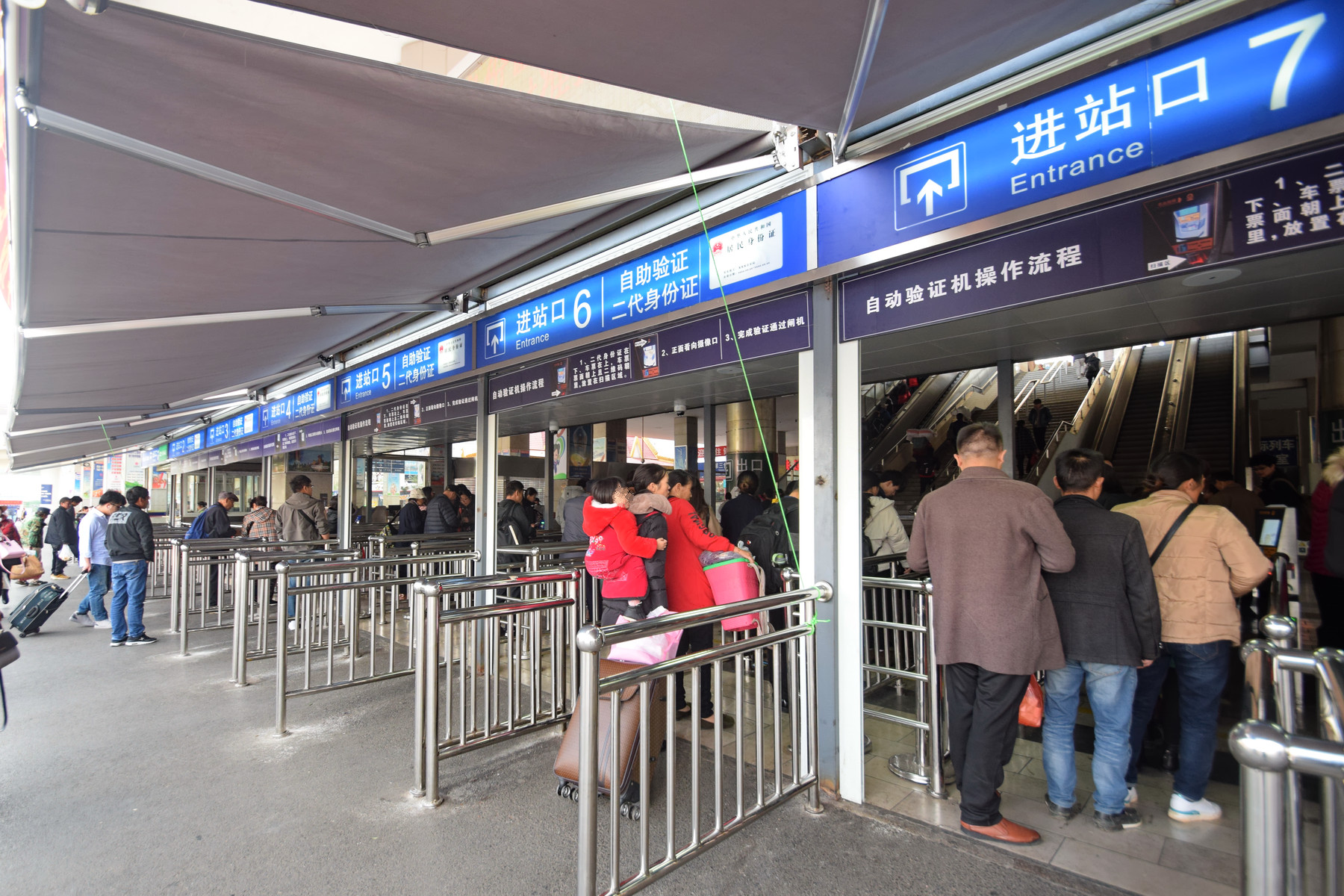
原北进站口的自助验证机（2017年）
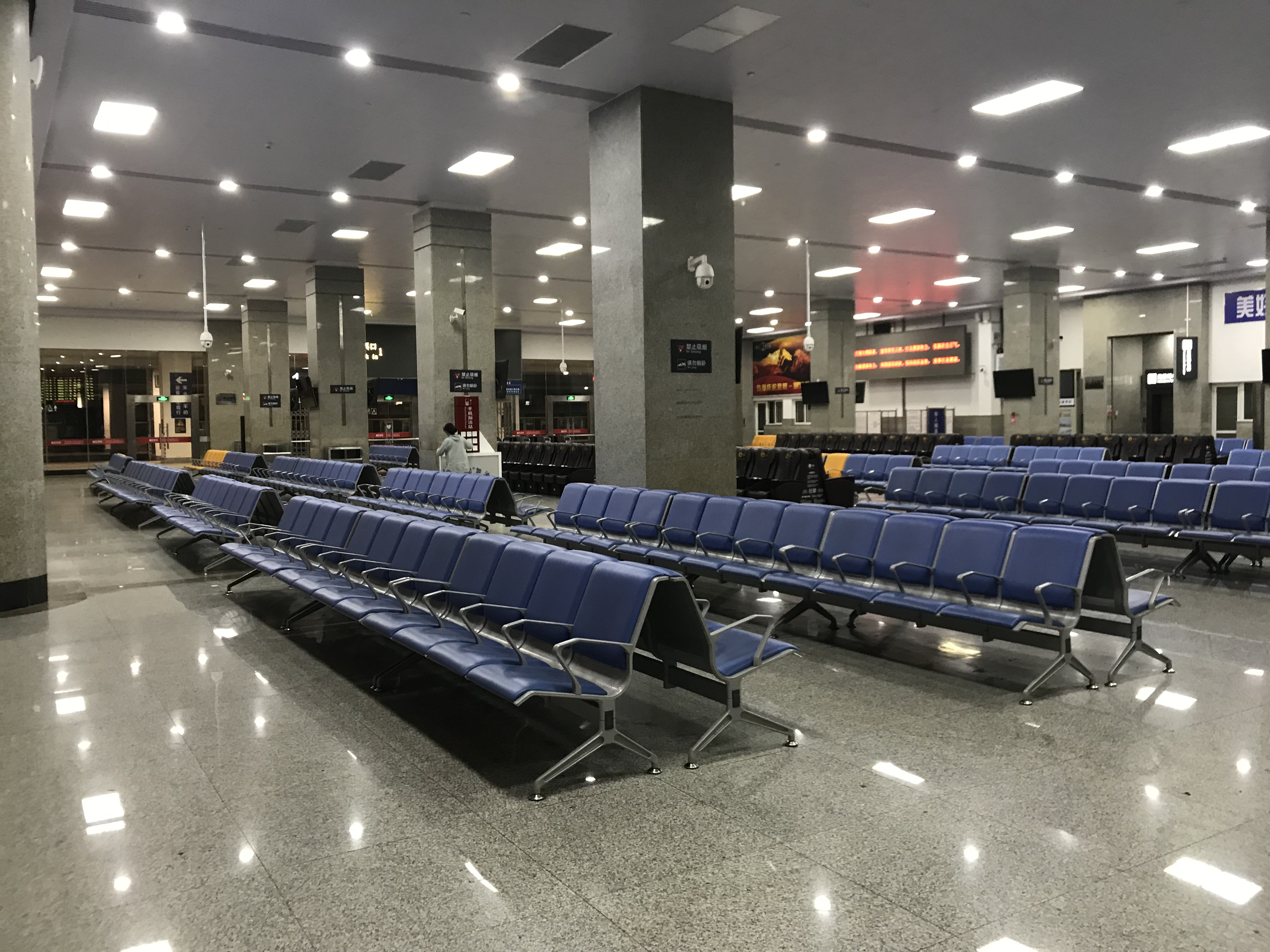
位于一层的第一候车室
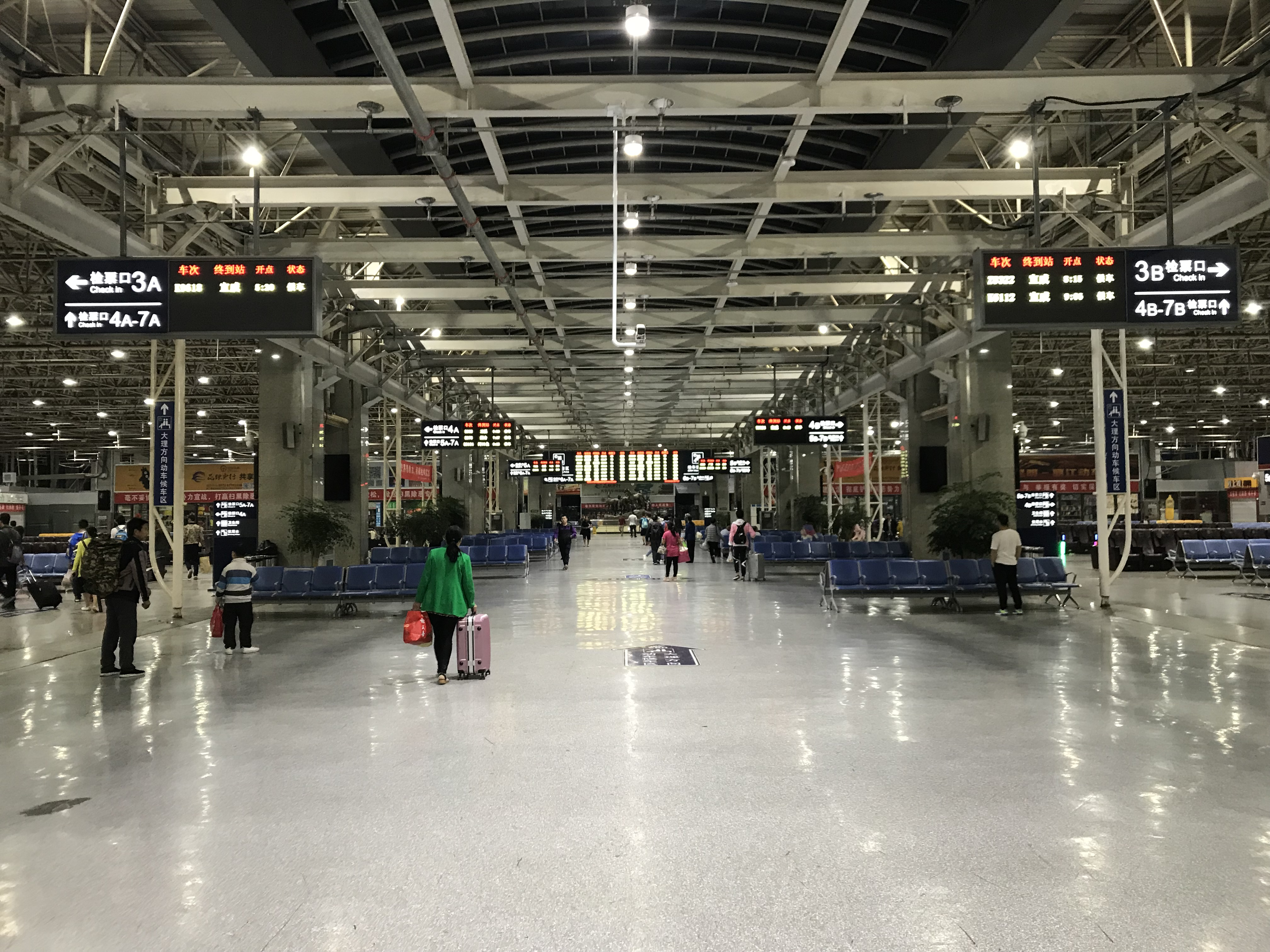
高架候车室
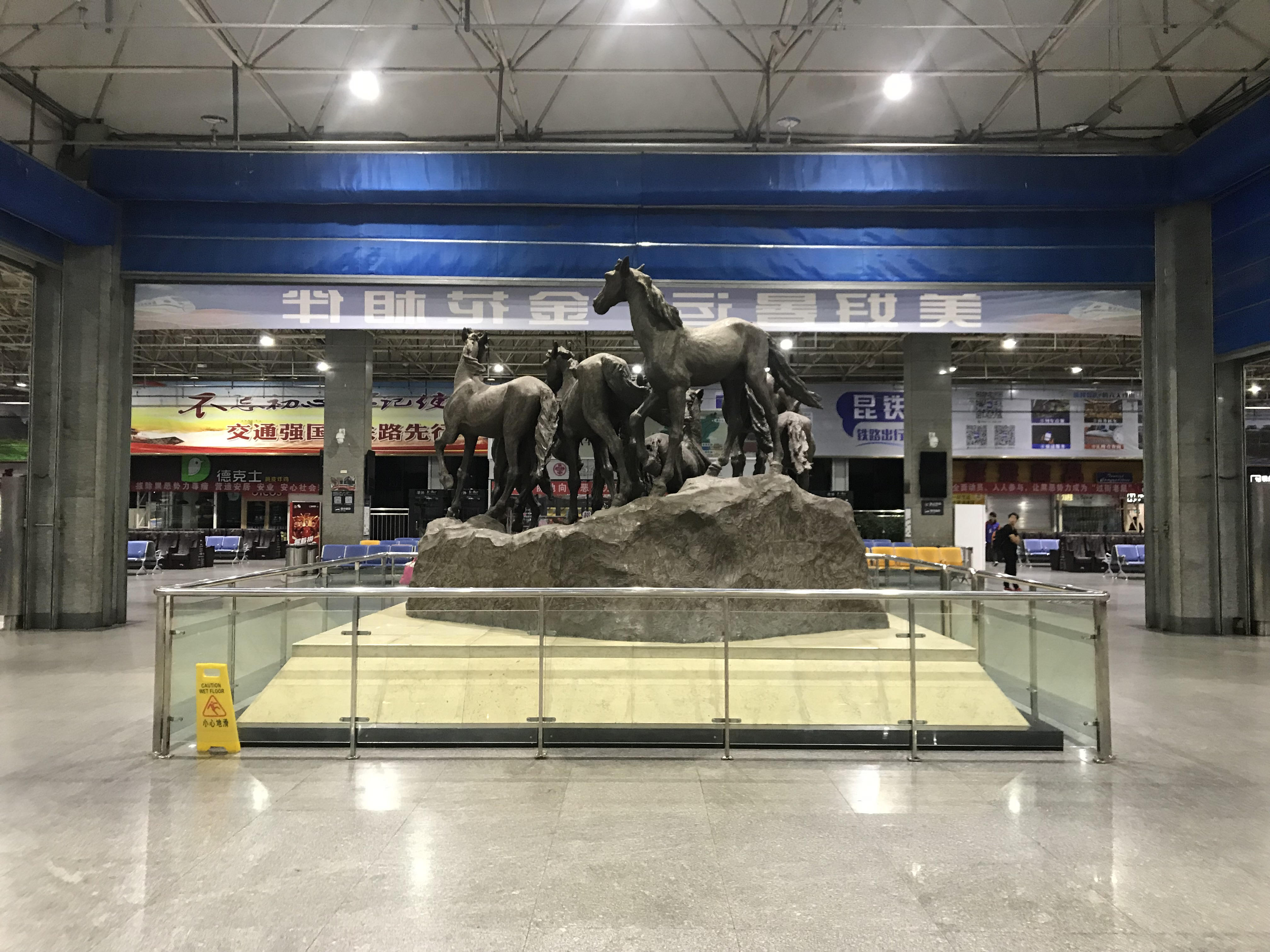
候车室内《东骧神骏》雕塑
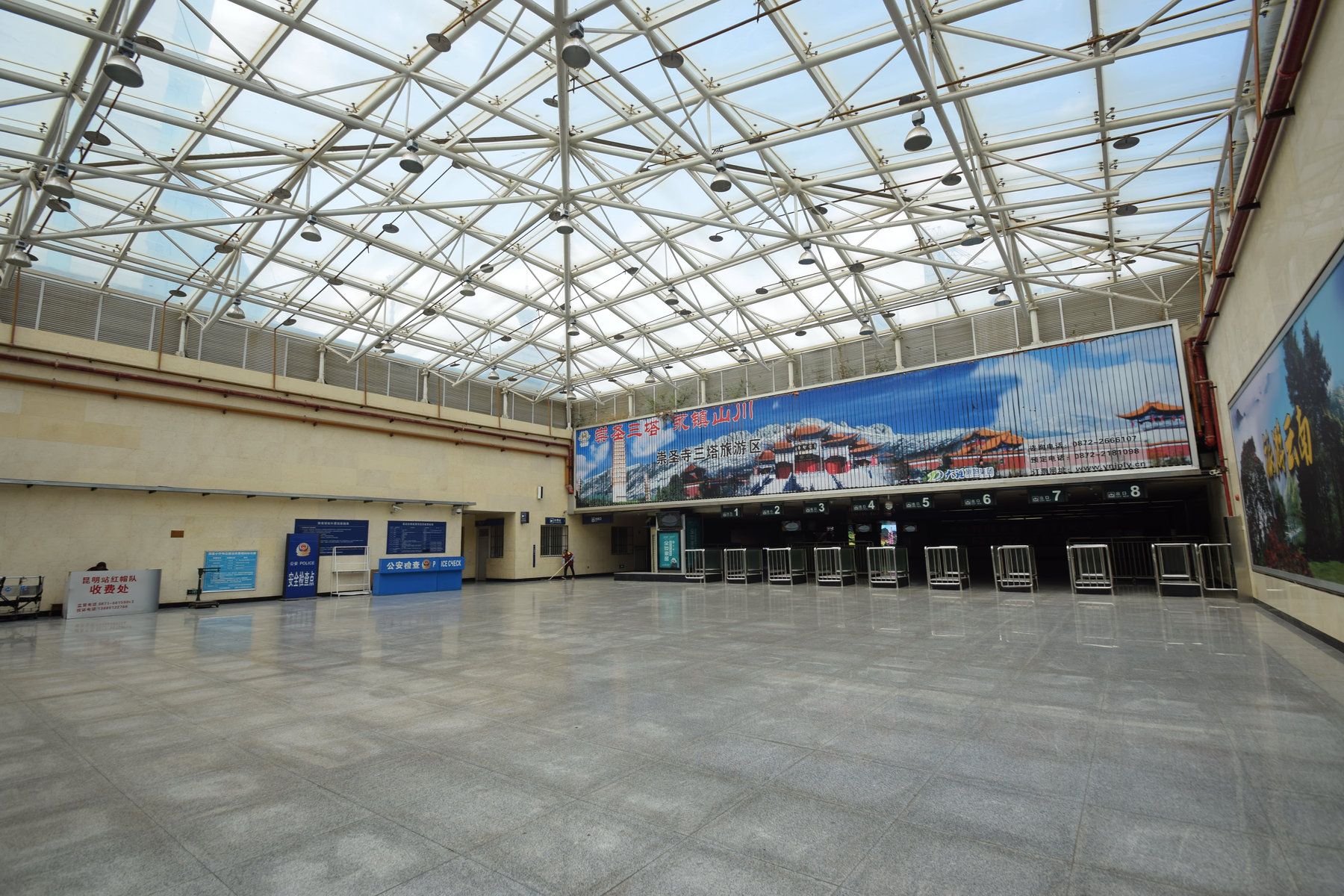
昆明站出站大厅

### 站场

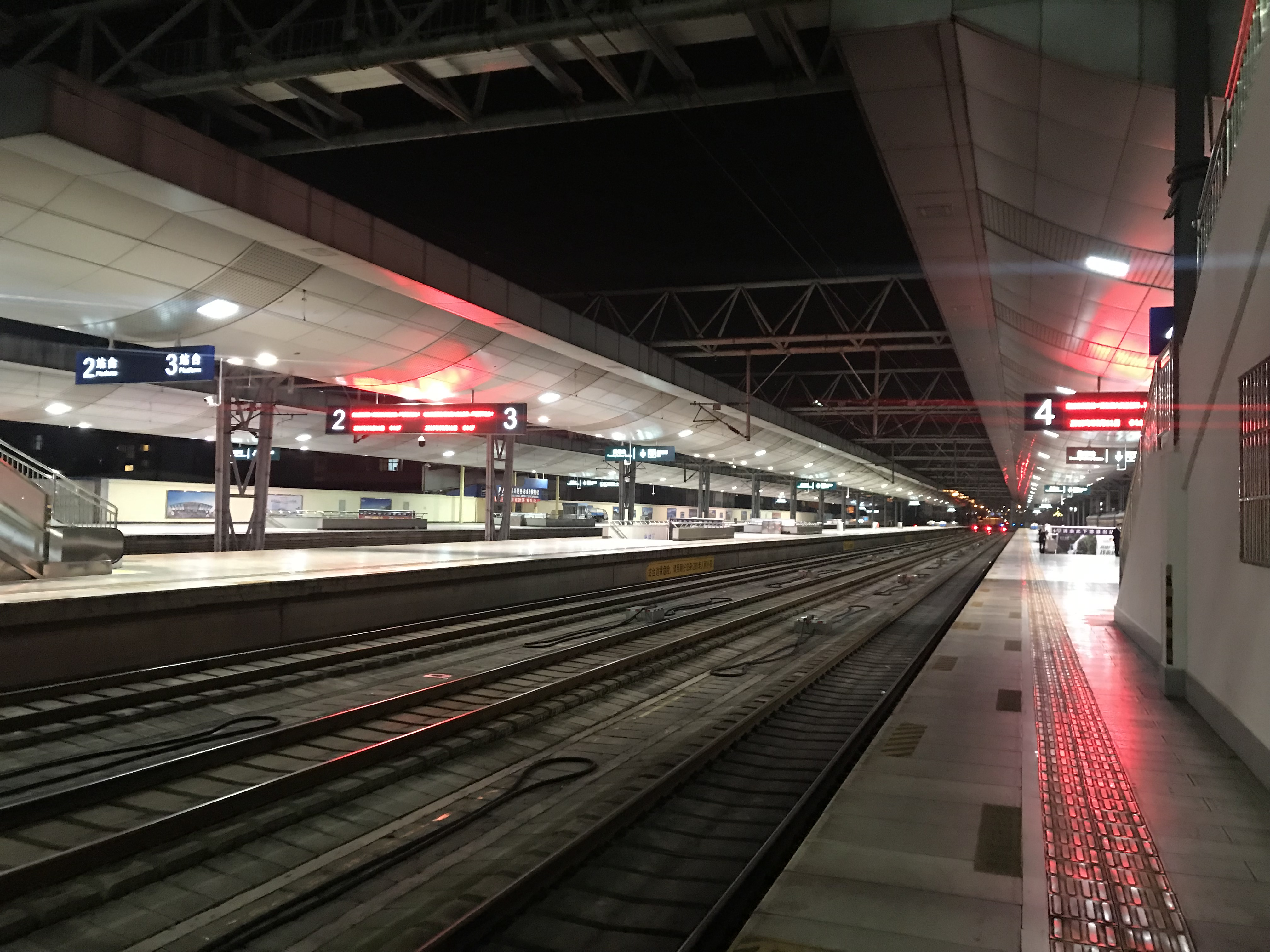
昆明站站台雨棚

昆明站建有6座候车站台，共有13条股道。站房上方采用弧形无柱风雨棚，该雨棚工程荣获中国建筑钢结构金奖。2021年3月起，车站9站台安装并试用升降安全绳。

## 旅客列车目的地

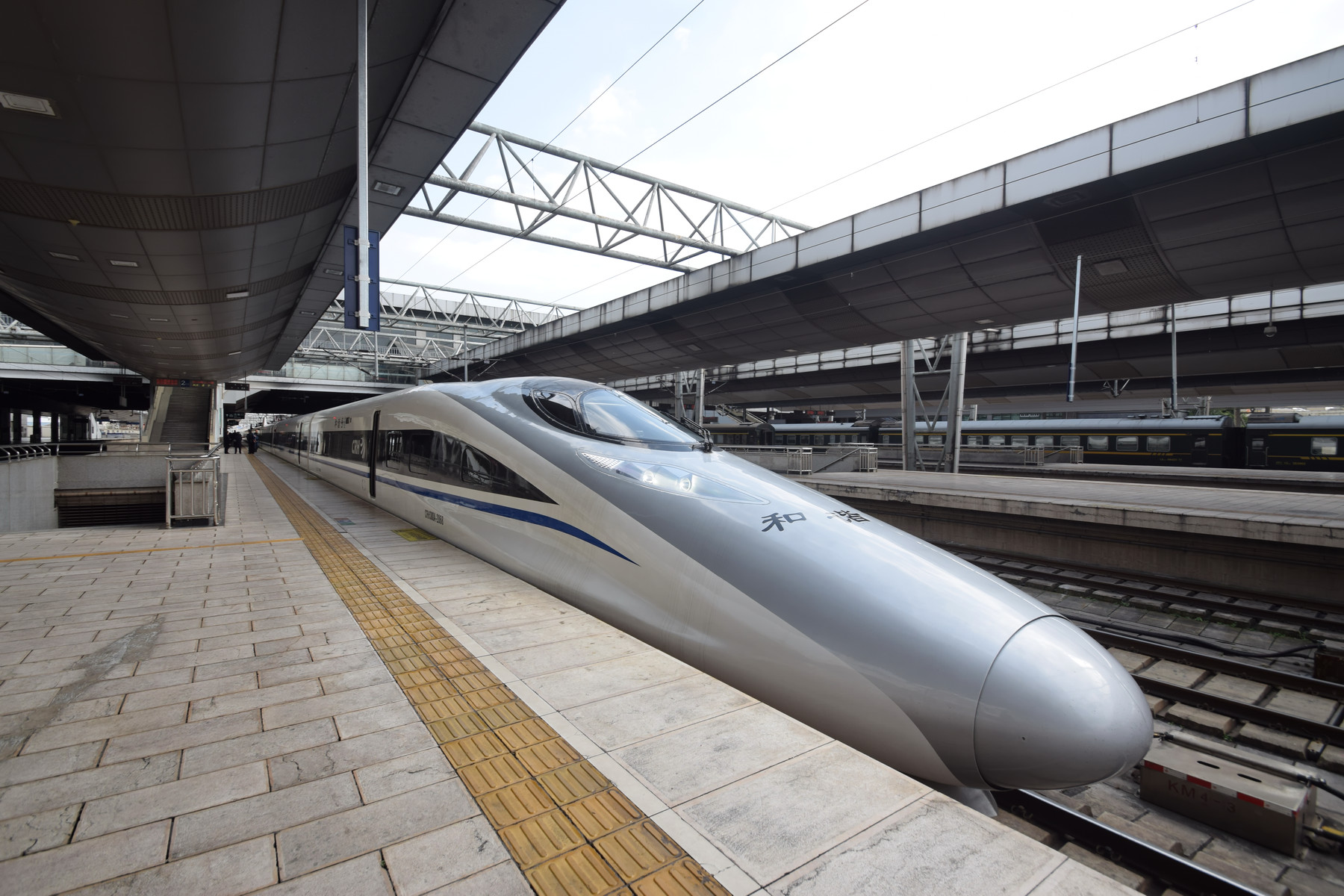
昆明站已開通動車組，圖為和谐号CRH380A电力动车组停靠在昆明站2站台。

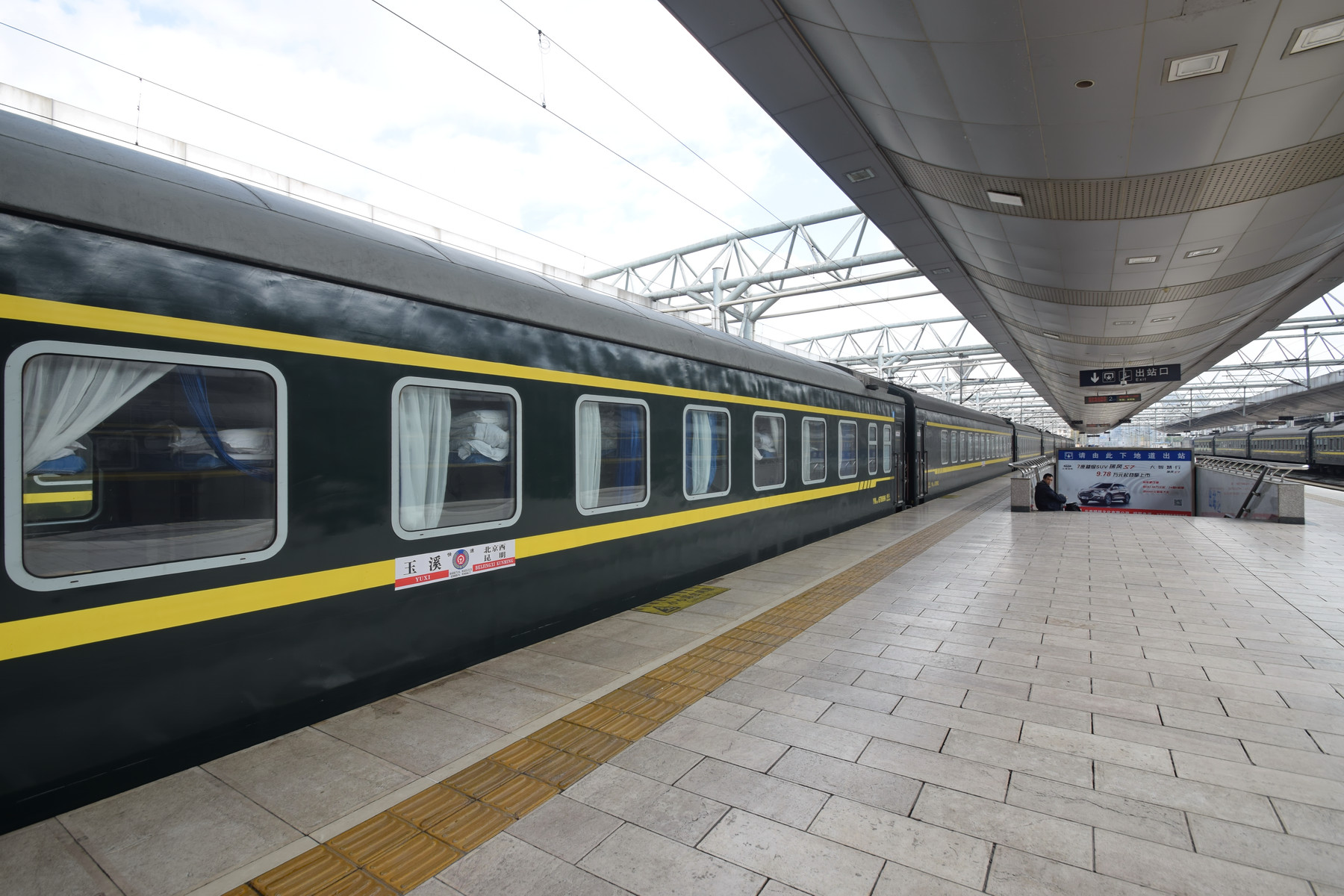
終到北京的K434次列车停靠在昆明站2站台。

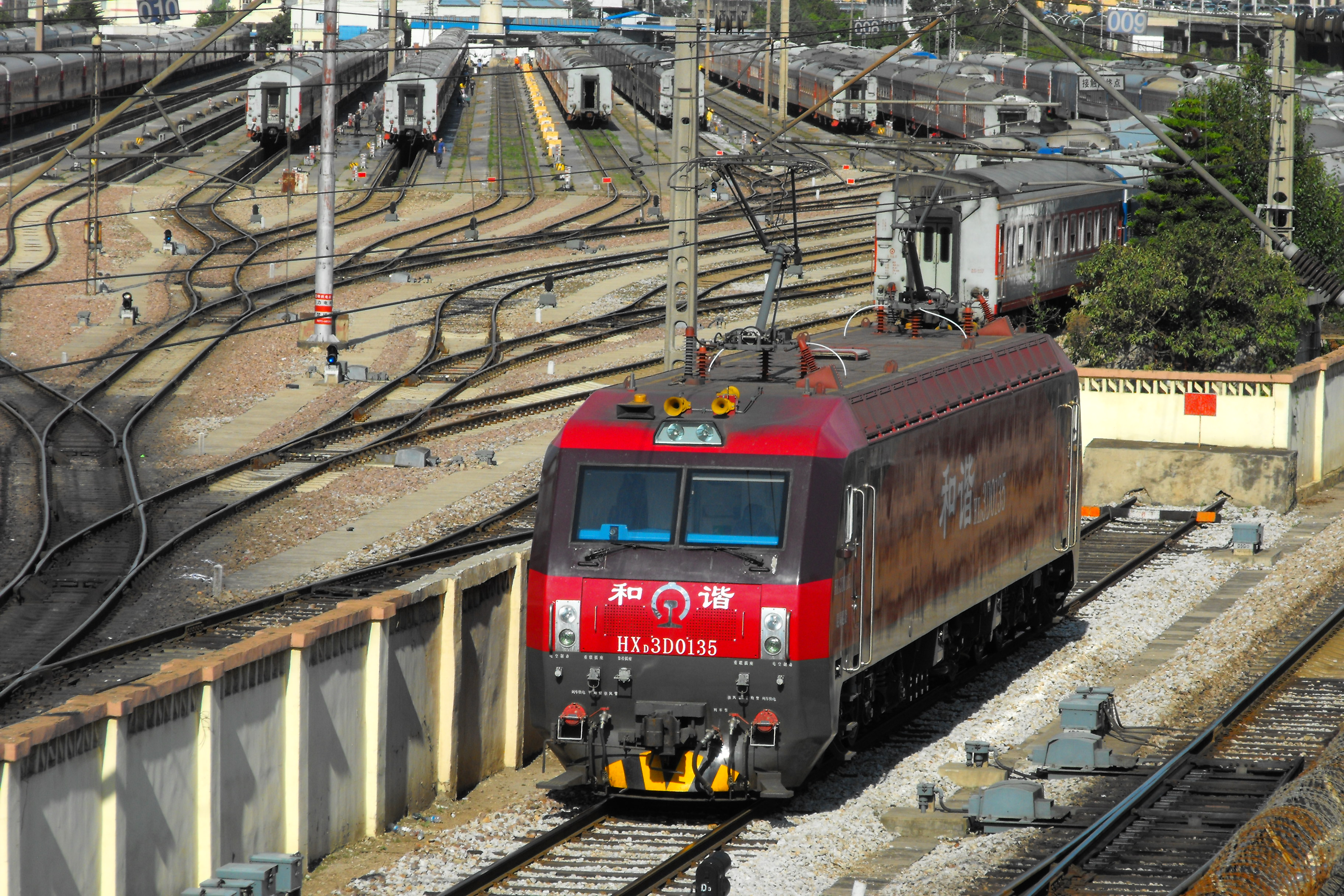
和谐3D型电力机车位于昆明车辆段附近

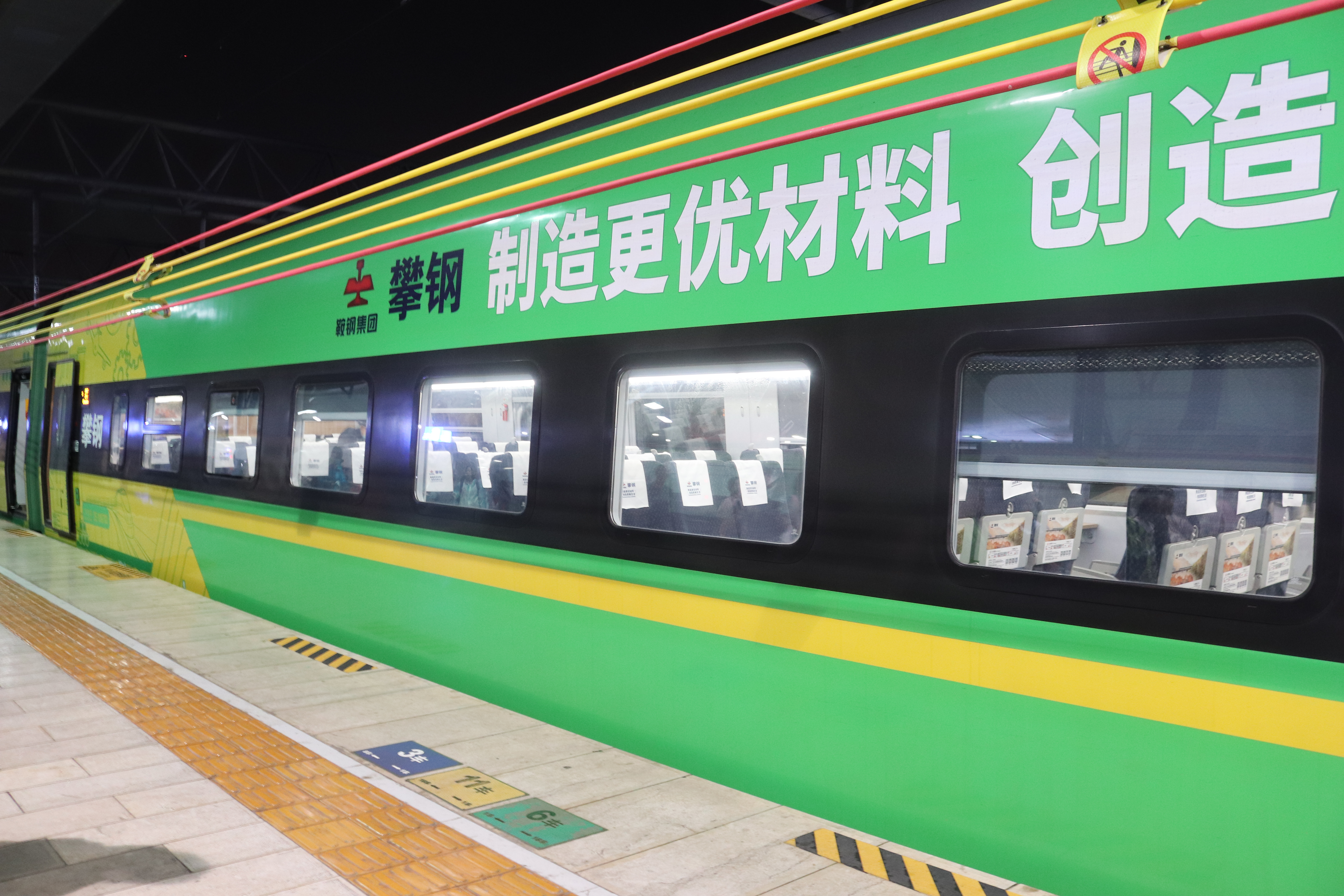
来自成都南的D857停靠在昆明站3站台

| 列車所屬路局   | 目的地 |
| -------------- | --- |
| 昆明局集团     | 北京西、楚雄、大理、富宁、广州南、河口北、红果、連雲港東、昆明南、丽江、临沧、六盘水、勐腊、蒙自、宁波、普洱、曲靖、上海南、深圳东、蘭州、西双版纳、乌鲁木齐、厦门北、宣威、元谋西、成都南、万象 |
| 北京局集团     | 北京西 |
| 成都局集团     | 成都南 |
| 呼和浩特局集团 | 呼和浩特東 |
| 南昌局集团     | 九江 |
| 上海局集团     | 南通 |
| 沈阳局集团     | 沈阳北、长春 |

### 相关列车
三进列车
- 进京：Z53/54次列车、Z161/162次列车、K473/474次列车，K817/818次列车
- 进沪：T381/382次列车、K79/80次列车、K739/740次列车
- 进穗：K1206/1207、K1208/1205次列车（终到深圳东）

其他列车
- Z288/289、Z290/287次列车（昆明↔宁波）
- K230/231、K232/229次列车（昆明↔厦门北）
- K494/491、K492/493次列车（昆明↔连云港）
- K136/137、K138/135次列车（昆明↔南通）
- Z372/373、Z374/371次列车（昆明↔乌鲁木齐）
- Z328/325、Z326/327次列车（昆明↔长春）
- D87/88次列车（昆明↔万象）

## 接驳交通

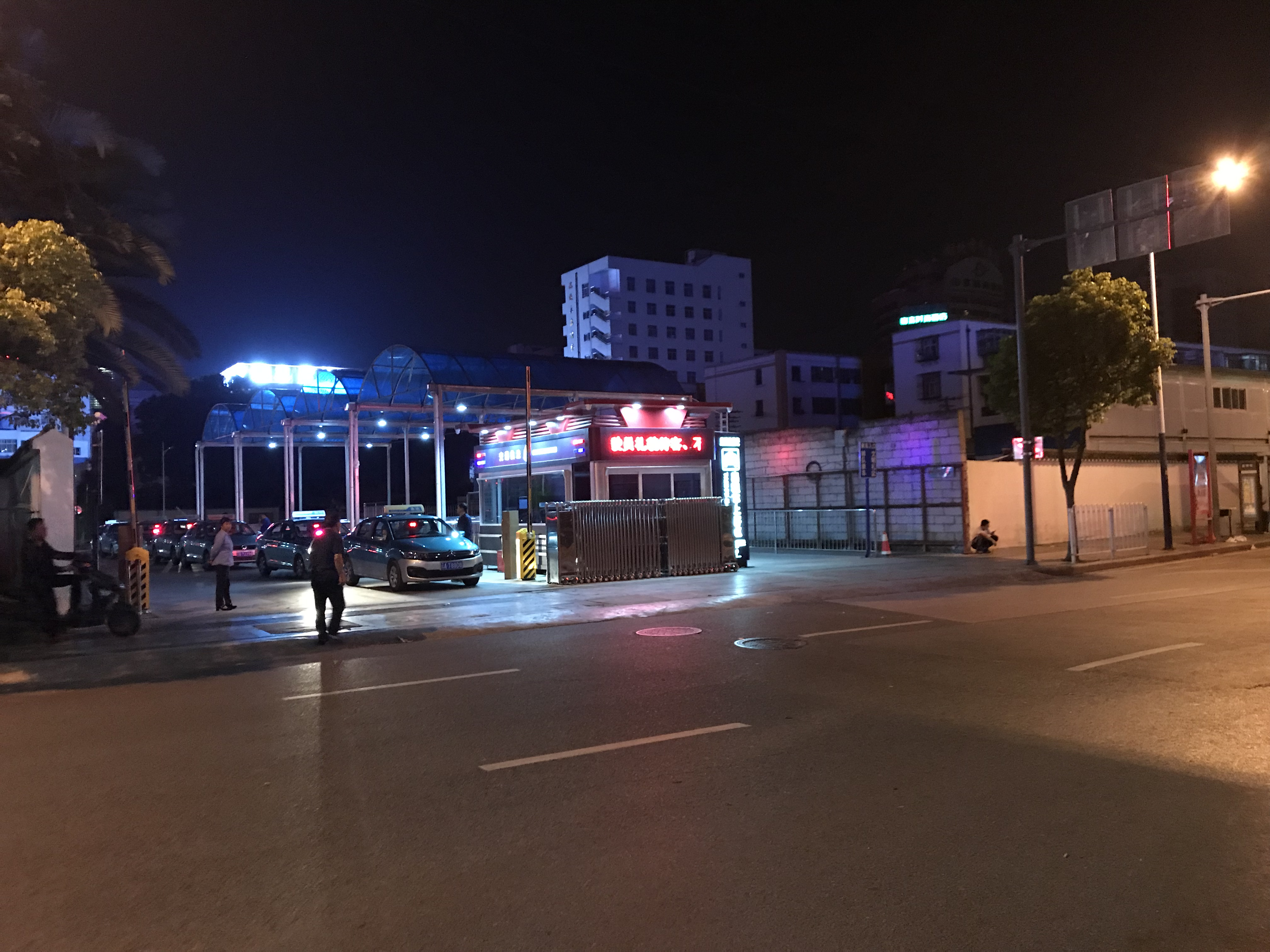
出租车候车区

### 地铁
昆明地铁昆明火车站位于昆明站南广场，目前有昆明地铁1号线经过，2号线虽然经过本站但暂缓开通。
昆明站南广场启用前，乘坐地铁出站后需经过城市道路步行且步行时间超过25分钟才能到达位于北广场的进站口，导致地铁出口有不少黑车司机拉客。环城南路站至昆明站北广场约有850米的距离，步行时间仅需13分钟。

## 事件

### 知青卧轨事件
1978年12月28日，昆明的知青们为争取返城，在昆明站以东的羊方凹集体卧轨示威，导致数十对客运和货运列车受阻。请愿团与政府僵持三天之后，党中央国务院于12月31日同意知青请愿团赴京反映情况，但请愿团人数需在30人以内。

### 袭击事件
2014年3月1日晚21时12分，五名新疆籍恐怖分子持刀冲入昆明站砍杀路人。随后大批民警赶至现场，火车站内传出枪声，4名暴徒当场被击毙，而其餘一名暴徒被擊傷。虽然事件发生于21时12分，但直到23时还有人求救，警方起初没有估计到事件的严重性，未能及时安排警力处理事件。此次事件发生后已造成31人死亡，142人受伤。“3.01”事件被定性为严重暴力恐怖事件。